# Combat 18

Totenkopf, symbol używany przez Combat 18

Combat 18, w skrócie C18 – międzynarodowa neonazistowska, skrajnie prawicowa organizacja terrorystyczna utworzona w 1992 r. przez środowiska związane z Brytyjską Partią Narodową. Liczba "18" jest w tej nazwie symbolem inicjałów Adolfa Hitlera, ponieważ A oraz H są odpowiednio pierwszą i ósmą literą alfabetu łacińskiego (powszechnie wykorzystywanym również przez inne grupy).
W 1998 r. przywódca Combat18, Charlie Sargent, informator służb specjalnych, został skazany na dożywotnie więzienie za zamordowanie w 1997 r. innego członka swojej grupy. Gdy grupa była jeszcze aktywna, współpracowała z ekipą telewizyjną BBC, by pokazać w jaki sposób była infiltrowana, a czasem pośrednio kontrolowana przez służby specjalne.
W Polsce działalność Combat 18 to głównie prowadzenie akcji propagandowych w tym w Internecie. Organizację podejrzewa się o brutalne ataki, również z użyciem niebezpiecznych narzędzi, na działaczy antynazistowskich, aktywistów organizacji lewicowych, anarchistycznych, homoseksualnych i innych osób uznanych za "wrogów białej rasy", których zdjęcia i dane publikują na stronie Redwatch. W 2003 r. w sprawie Combat 18 dochodzenie prowadziła ABW oraz polska policja.
Dnia 26 czerwca 2019 r. rząd Kanady uznał grupę Combat 18 za organizację terrorystyczną.